# Christian Gram
 Der er flere personer med dette navn, se Hans Christian Joachim Gram.
Hans Christian Joachim Gram (født 13. september 1853 i København, død 14. november 1938 sammesteds) var en dansk læge og bakteriolog, søn af F.T.J. Gram, bror til R.S. og Herman Gram og far til H.C. og Kaj Gram.
Gram opfandt i 1884 den såkaldte gramfarvning, en metode til farvning af bakterier. Farvemetoden opdeler bakterierne i to grupper, de grampositive og de gramnegative.
Han er begravet på Assistens Kirkegård.